# Mierzęcin (województwo lubuskie)
Mierzęcin (do 1945 niem. Mehrenthin) – wieś w Polsce w województwie lubuskim, w powiecie strzelecko-drezdeneckim, w gminie Dobiegniew.
W latach 1975–1998 miejscowość administracyjnie należała do województwa gorzowskiego.

## Położenie
Wieś leży koło Dobiegniewa (ok. 7 km na południowy wschód) nad rzeką Mierzęcka Struga, przez wieś przebiega droga wojewódzka 161, oraz linia kolejowa nr 351 Poznań – Szczecin.

## Zabytki
Do wojewódzkiego rejestru zabytków wpisane są:
- kościół ewangelicki, obecnie rzymskokatolicki kościół filialny parafii św. Józefa w Dobiegniewie pod wezwaniem Wniebowzięcia NMP[4], z 1715 roku
  - cmentarz kościelny
- zespół pałacowy, z drugiej połowy XIX wieku: 
  - pałac, neogotycki z XIX wieku. Piętrowy obiekt z dwupiętrowym ryzalitem i portykiem zwieńczonym balkonem z balustradą. Po lewej stronie dobudowane nieregularne skrzydło z ośmioboczną trzypiętrową wieżą. Nad głównym wejściem w ryzalicie, między oknami drugiego piętra, herb rodziny von Waldow.
  - park.

inne:
- mauzoleum rodziny von Waldow

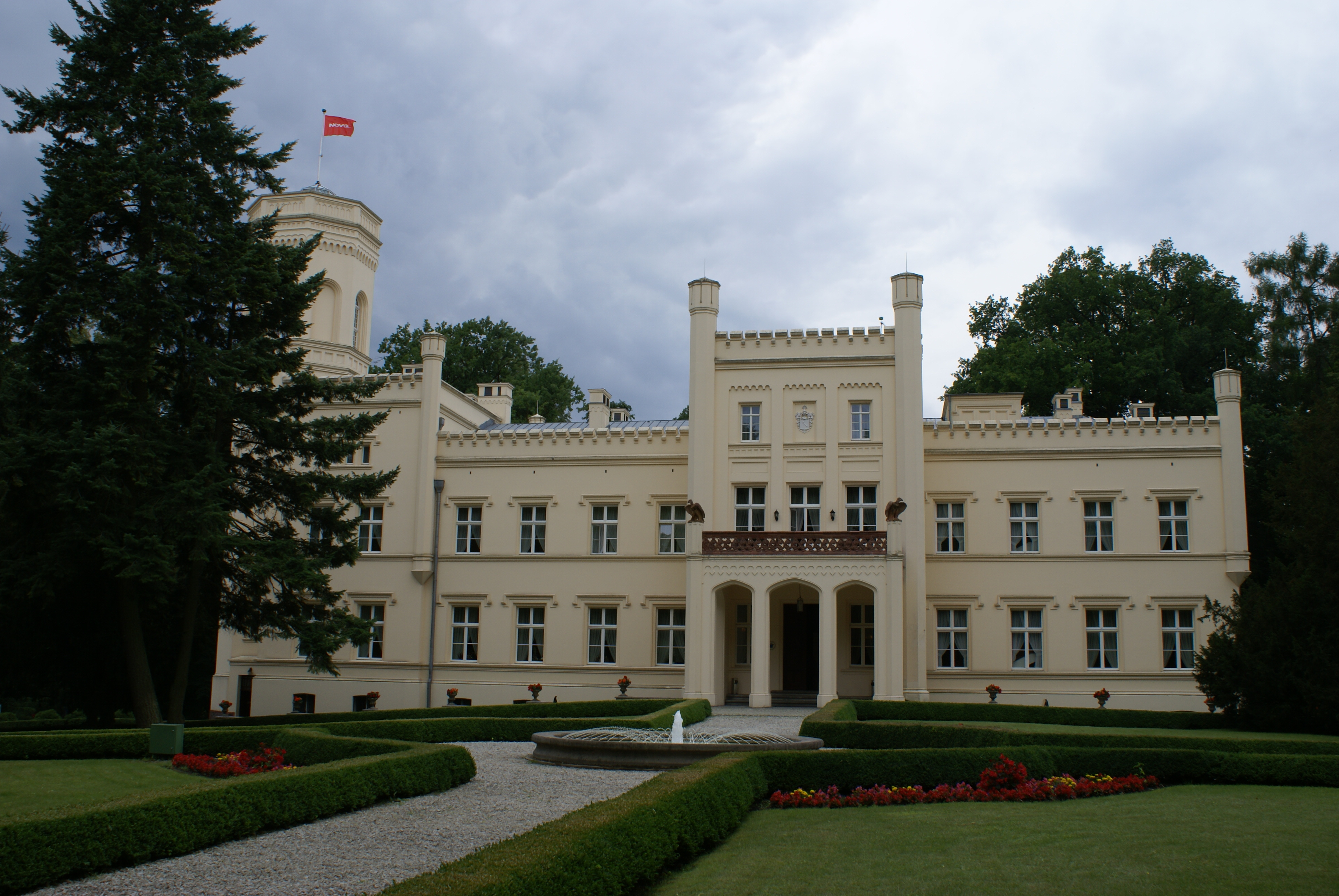
Pałac w Mierzęcinie
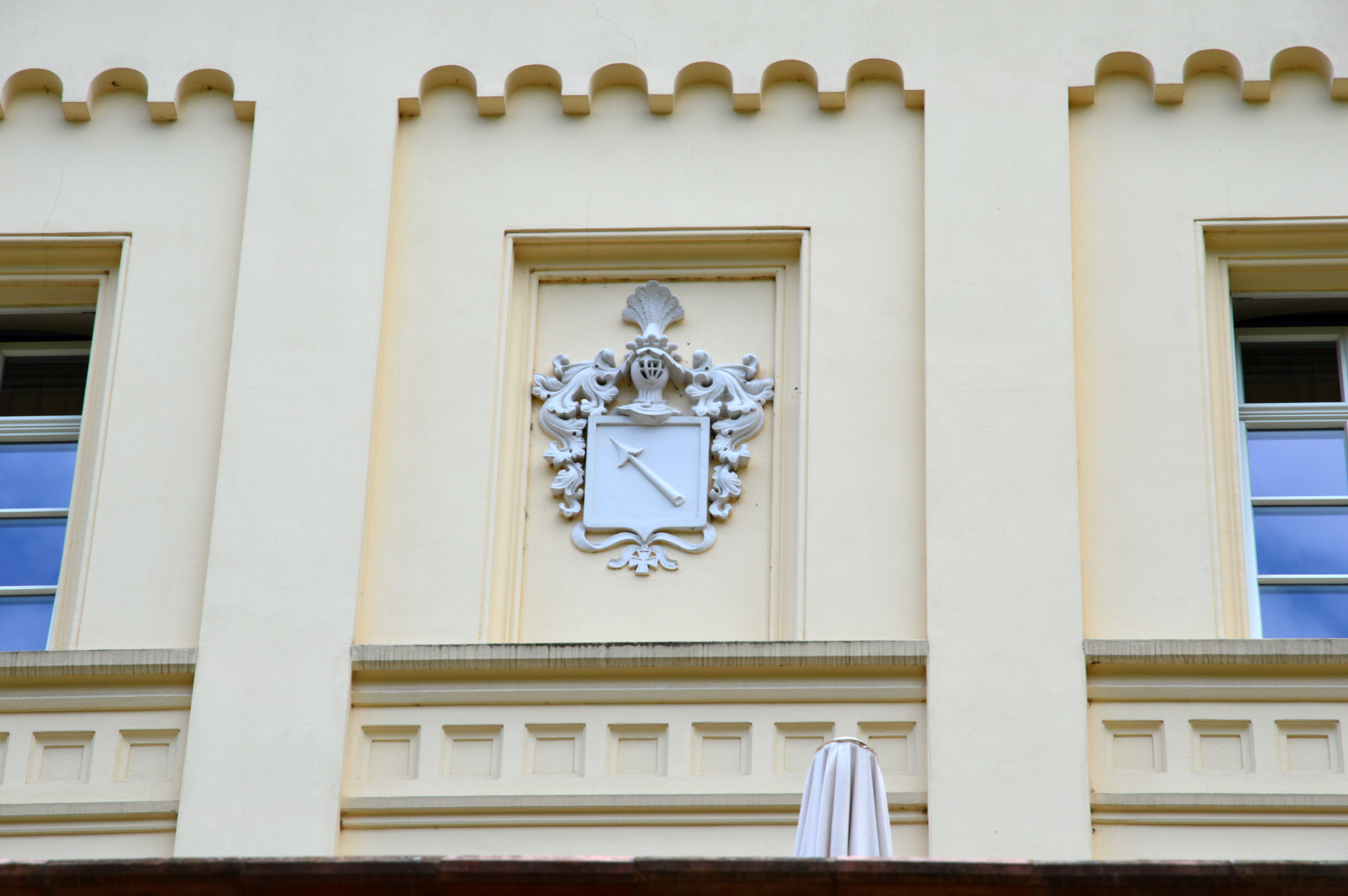
Herb von Waldow na elewacji
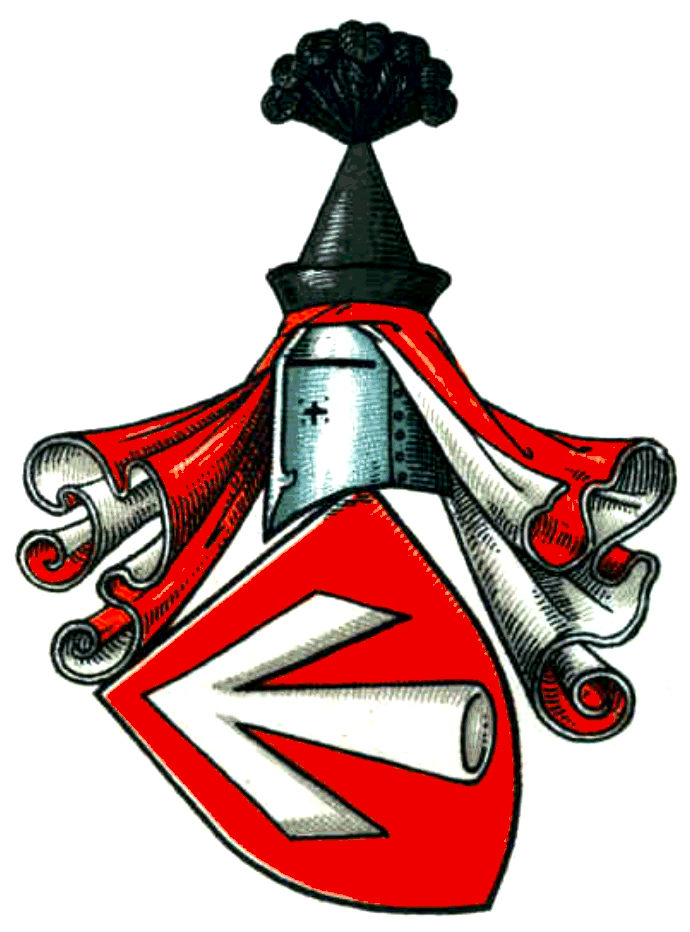
Herb von Waldow
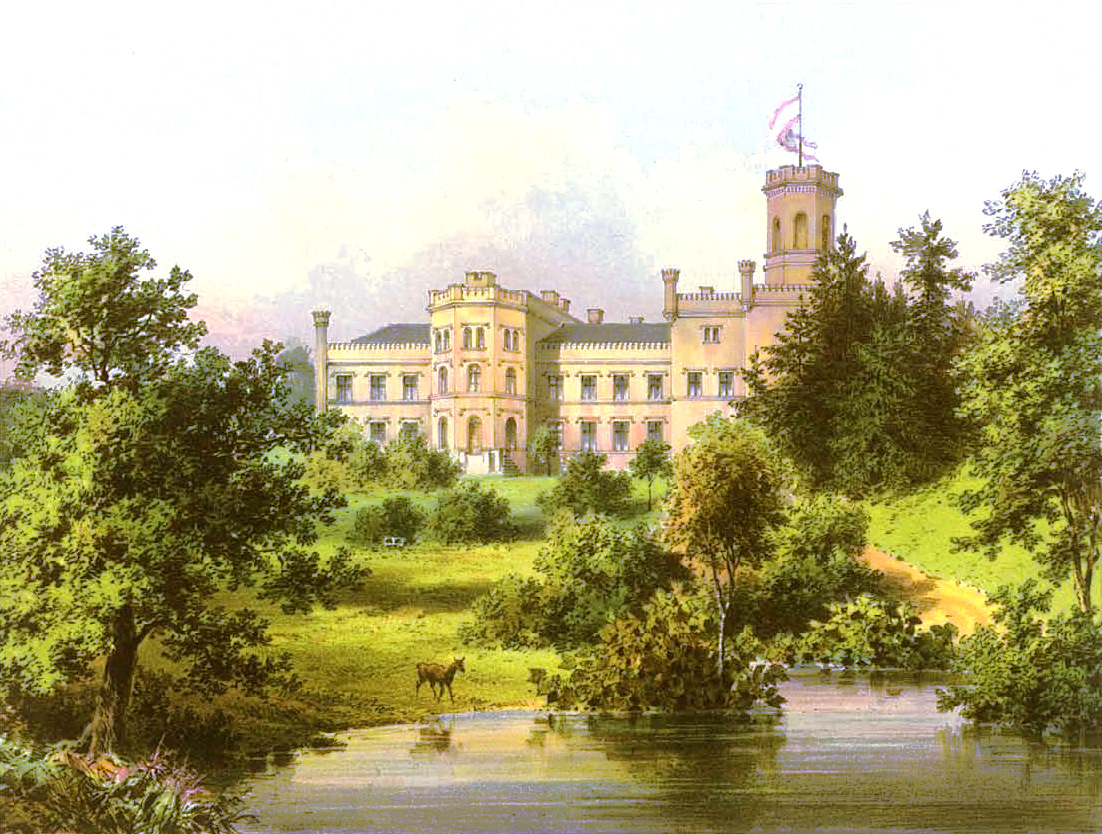
Pałac wg A. Dunckera
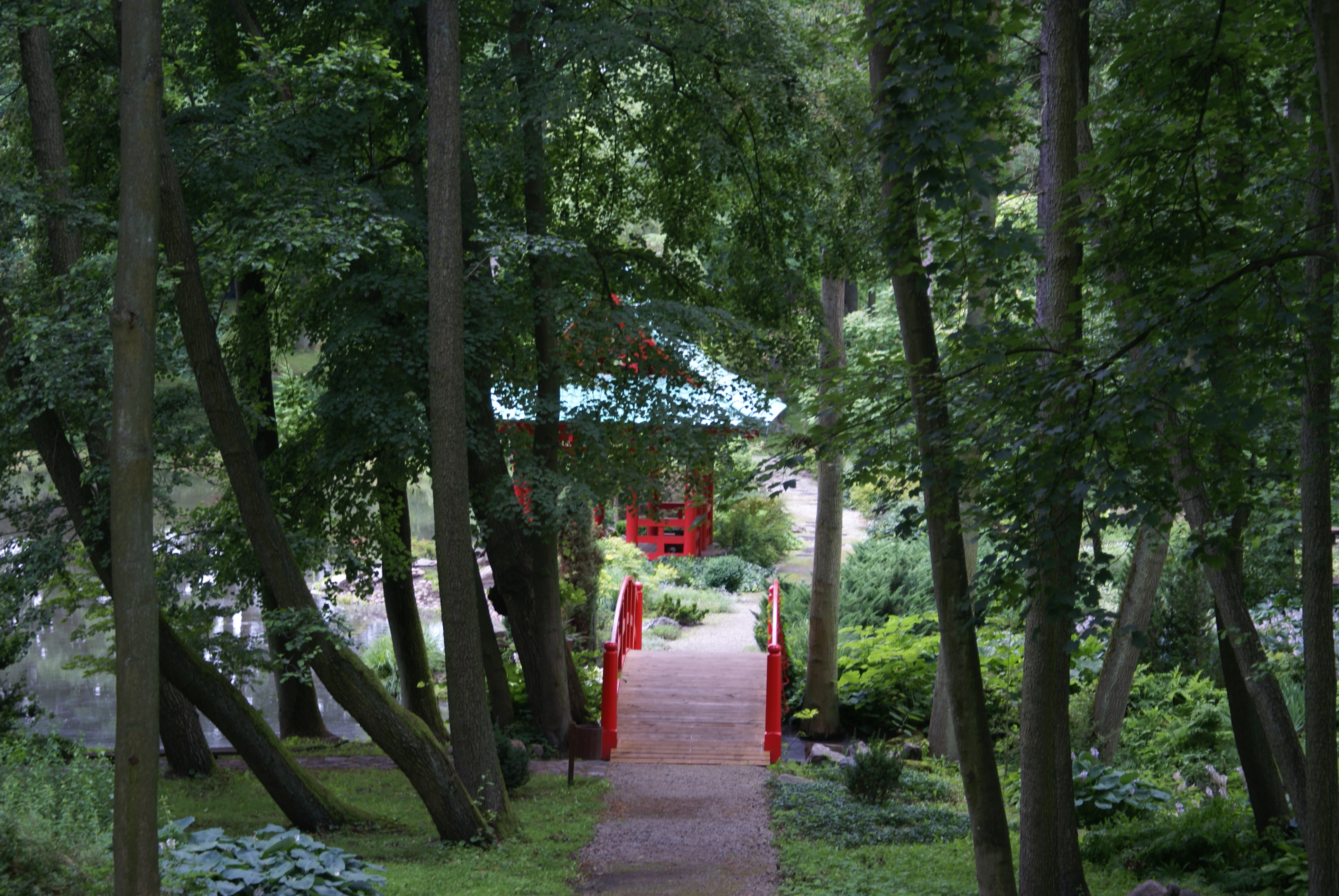
Park pałacowy
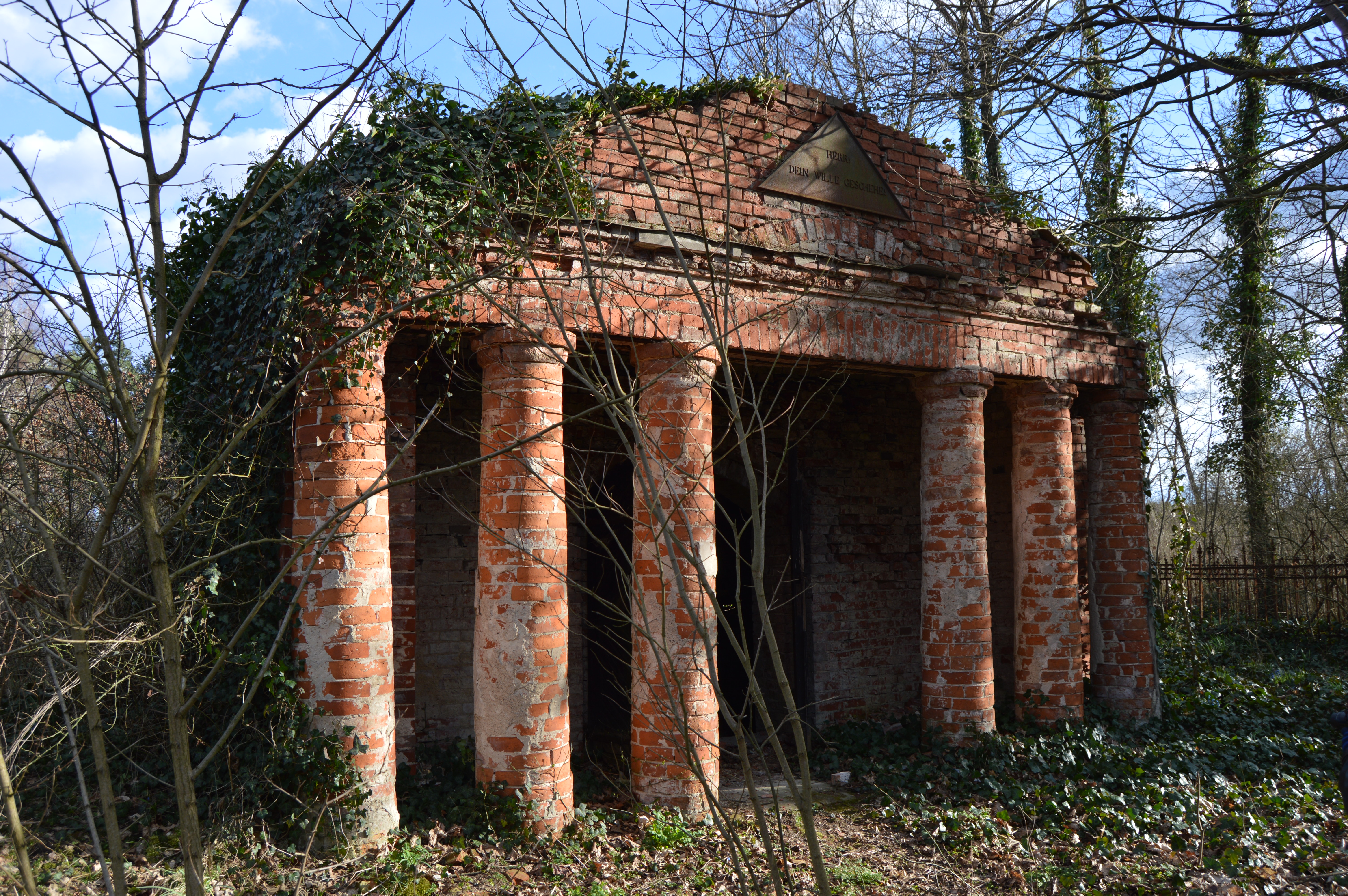
Mauzoleum rodziny von Waldow
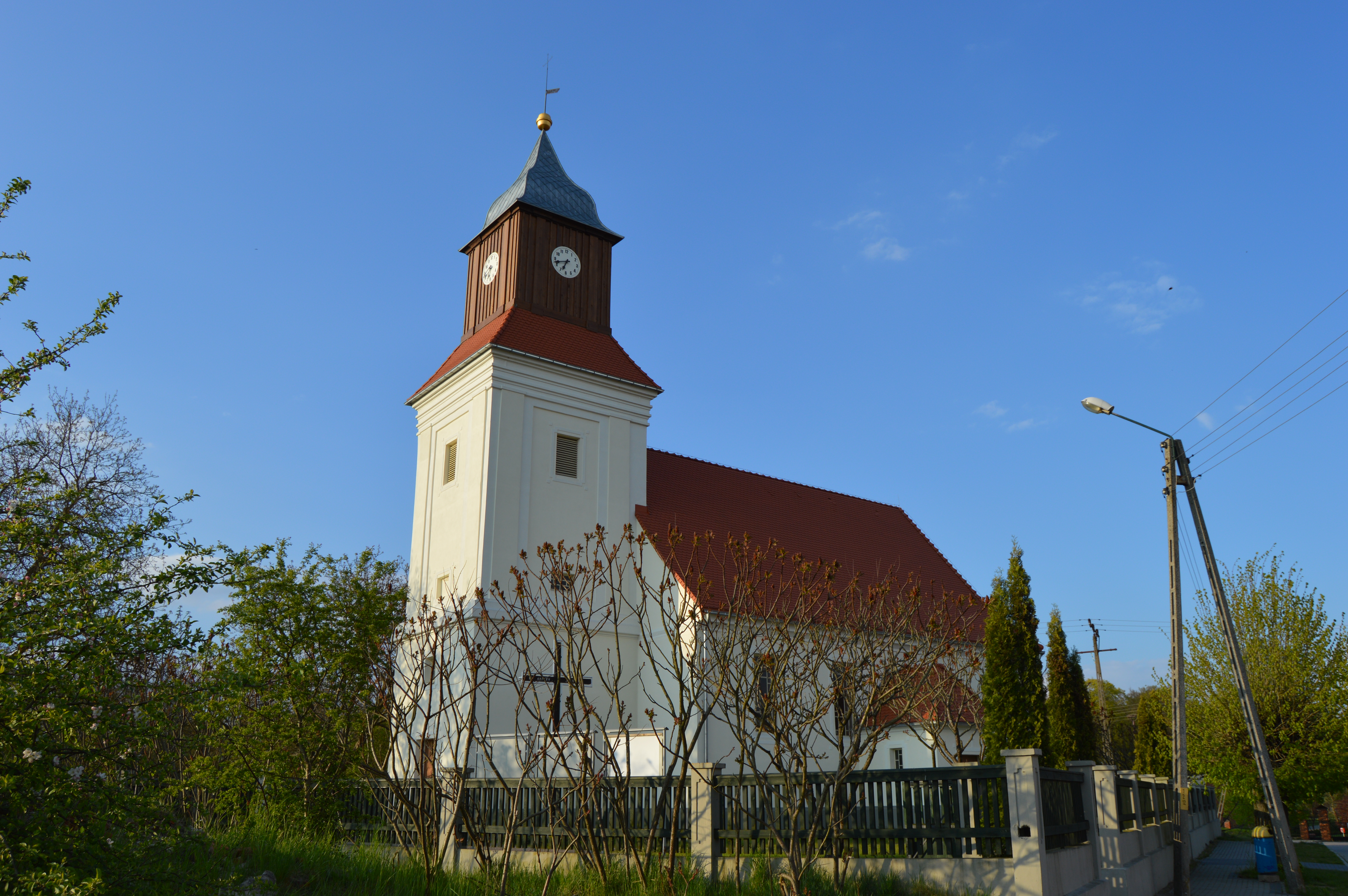
Kościół Wniebowzięcia NMP (2015)

## Osoby związane z Mierzęcinem
- Friedrich Siegmund von Waldow (1682–1743), królewski, pruski generał, szef 8 pułku kirasjerów, oraz dziedziczny pan majątku Mierzęcin (niem. Mehrenthin)
- Bernhard von Waldow (1856–1914), polityk, członek pruskiej Izby Reprezentantów
- Ulrich von Waldow (1863–1936), niemiecki oficer administracyjny.